# Cylinder (Iowa)
Cylinder és una població dels Estats Units a l'estat d'Iowa. Segons el cens del 2000 tenia 110 habitants.

## Demografia
Segons el cens del 2000, Cylinder tenia 110 habitants, 45 habitatges, i 31 famílies. La densitat de població era de 606,7 habitants per km².
Dels 45 habitatges en un 35,6% hi vivien nens de menys de 18 anys, en un 57,8% hi vivien parelles casades, en un 6,7% dones solteres, i en un 31,1% no eren unitats familiars. En el 26,7% dels habitatges hi vivien persones soles el 13,3% de les quals corresponia a persones de 65 anys o més que vivien soles. El nombre mitjà de persones vivint en cada habitatge era de 2,44 i el nombre mitjà de persones que vivien en cada família era de 2,97.
Per edats la població es repartia de la següent manera: un 29,1% tenia menys de 18 anys, un 4,5% entre 18 i 24, un 30,9% entre 25 i 44, un 23,6% de 45 a 60 i un 11,8% 65 anys o més.
L'edat mediana era de 36 anys. Per cada 100 dones de 18 o més anys hi havia 100 homes.
La renda mediana per habitatge era de 24.750 $ i la renda mediana per família de 40.625 $. Els homes tenien una renda mediana de 30.625 $ mentre que les dones 14.250 $. La renda per capita de la població era de 12.953 $. Entorn del 21,2% de les famílies i el 31,9% de la població estaven per davall del llindar de pobresa.

## Poblacions més properes
El següent diagrama mostra les poblacions més properes.